# Kim Braun
Kim Braun (* 6. Februar 1997 in Eupen, Belgien) ist eine deutsche Handballspielerin belgischer Herkunft.

## Karriere
Kim Braun begann im Jahre 2003 das Handballspielen in ihrer Geburtsstadt beim KTSV Eupen. Hier musste sie im Jugendbereich in Jungsmannschaften mitspielen. In der Saison 2011/12 lief die Außenspielerin für die Damenmannschaft von Eupen in der 2. Division auf. Im Jahre 2012 wechselte Braun zum HC Eynatten, für den sie in der 1. Division auf Torjagd ging.
Braun wechselte 2013 zum deutschen Verein Bayer Leverkusen. Mit der Leverkusener A-Jugend gewann sie 2014 und 2015 die deutsche A-Jugendmeisterschaft. In der Saison 2015/16 gehörte Braun zum erweiterten Kader der Leverkusener Damenmannschaft, für die sie in der Bundesliga eingesetzt wurde. Im Jahre 2018 wechselte sie zum Ligakonkurrenten SG BBM Bietigheim. Mit Bietigheim gewann sie 2019 die deutsche Meisterschaft sowie 2021 den DHB-Pokal. In der Saison 2021/22 stand sie beim Thüringer HC unter Vertrag. Anschließend schloss sie sich dem belgischen Erstligisten Femina Visé an. Dort zog sie sich im zweiten Pflichtspiel eine schwere Knieverletzung zu. Während ihrer Verletzungspause entschied sie sich die Priorität auf ihre Ausbildung zur Polizistin zu setzen und mit dem Handballspielen zu pausieren.
Braun gab im November 2024 ihr Comeback beim belgischen Verein KTSV Eupen. Zur Saison 2025/26
kehrte sie zu Bayer Leverkusen zurück.
Kim Braun nahm im März 2019 an einem Lehrgang der deutschen Frauen-Nationalmannschaft teil. Am 22. März 2019 bestritt sie ihr Debüt für die deutsche Nationalmannschaft.